# Premio de Rascacielos CTBUH
Los Premio de Rascacielos CTBUH o Premios CTBUH son unos galardones otorgados por el Council on Tall Buildings and Urban Habitat (CTBUH), una organización sin ánimo de lucro con sede en Chicago (Estados Unidos). Premian los proyectos y las personas que han hecho una contribución significativa al avance de los rascacielos y el entorno urbano, además de buscar la sostenibilidad. Los premios anuales son evaluados por un panel independiente de expertos . A partir de 2019, hay dos premios individuales a la trayectoria, el Lynn S. Beedle Lifetime Achievement Award y la Fazlur Khan Lifetime Achievement Medal, y varios premios por categorías para proyectos y estructuras.
En 2019, las categorías de premios CTBUH se cambiaron de edificios por regiones específicas a edificios por altura, región, función, innovación, construcción, diseño, ingeniería y seguridad. El premio anual más prestigioso, el Mejor Edificio Alto en General, se otorga a uno de los ganadores categóricos específicos. En 2010, CTBUH otorgó el Global Icon Award, un premio a un edificio alto único con un profundo impacto tanto a nivel local como global, al Burj Khalifa de Dubái.

## Criterios de premios

### Premios individuales
Concebido originalmente en 2002, el primer premio CTBUH, el premio Lynn S. Beedle Lifetime Achievement Award reconoce a una persona que ha hecho contribuciones extraordinarias al avance de los edificios altos y el entorno urbano durante su carrera profesional. El premio de 2002 fue otorgado y nombrado en honor a Lynn S. Beedle, una ingeniera estructural estadounidense y fundadora del Council on Tall Buildings And Urban Habitat. En 2004 se creó un segundo premio de por vida, el Fazlur R. Kahn Lifetime Award, que lleva el nombre del ingeniero estructural y arquitecto bangladesí-estadounidense Fazlur Rahman Khan, que reconoce a una persona por demostrar excelencia en diseño técnico y / o investigación que ha realizado una contribución significativa. a una disciplina para el diseño de edificios altos y el entorno urbano construido. El premio se otorgó por primera vez en 2004 a Leslie E. Robertson, una ingeniera estadounidense e ingeniera estructural líder de las Torres Gemelas del World Trade Center original en Nueva York.
A partir de 2006, los Premios CTBUH comenzaron a reconocer a los becarios CTBUH por su contribución al Consejo durante un período prolongado de tiempo, y en reconocimiento a su trabajo y al intercambio de conocimientos en el diseño y construcción de edificios altos y el hábitat urbano. Los primeros becarios CTBUH en 2006 fueron A. Eugene Kohn, Charles A. DeBenedittis, Gilberto do Valle y Henry Jack Cowan.

### Premios estructurales
El Consejo de Edificios Altos y Hábitat Urbano agregó dos categorías a partir de 2007 que reconocen las estructuras terminadas por su excelencia. El premio al mejor edificio alto reconoce los proyectos que han hecho contribuciones extraordinarias al avance de los edificios altos y el entorno urbano, y que logran la sostenibilidad y el bienestar al más alto y más amplio nivel. La Beetham Tower, terminada en 2006 en Mánchester, Inglaterra, fue la primera en recibir el premio. El segundo premio agregado en 2007 fue el Premio al Mejor Edificio Sostenible, que fue otorgado a Hearst Tower, completado en 2006 en la ciudad de Nueva York.
En 2008, el segundo año de los Premios CTBUH para estructuras, el Consejo de Edificios Altos y Hábitat Urbano agregó cuatro categorías geográficas para el mejor edificio alto, las regiones fueron América (Norte y Sur), Asia y Australasia, Europa y Medio Oriente y África. A continuación, se otorgó el premio al mejor edificio alto a uno de los ganadores del premio regional. En 2008, los ganadores del premio CTBUH al mejor edificio alto fueron el edificio del New York Times en la ciudad de Nueva York; El Centro Financiero Mundial de Shanghái en Shanghái, China ; 51 Lime Street en Londres, Inglaterra; y el Bahrain World Trade Center en Manama, Baréin. El ganador del premio al mejor edificio alto en todo el mundo fue anunciado como el ganador de Asia y Australasia, el Shanghai World Financial Center. Las categorías del Premio al Mejor Edificio Alto basadas en las cuatro regiones permanecerían vigentes hasta 2019, cuando se agregaron nuevas categorías basadas en la sostenibilidad y la altura del edificio.
En 2013 se agregó un nuevo premio de 10 años. En 2014 se emitieron por primera vez los premios Urban Habitat and Performance. La CTBUH utiliza los siguientes criterios de adjudicación para rascacielos.
- El proyecto debe estar terminado y ocupado (rematado arquitectónicamente, completamente revestido y al menos parcialmente ocupado), no antes del 1 de enero del año anterior y no más tarde del 1 de octubre del año de adjudicación actual.
- El proyecto avanzó la forma arquitectónica, la estructura, los sistemas de construcción, las estrategias de diseño sostenible y brinda seguridad para la vida de sus ocupantes.
- El proyecto debe exhibir cualidades sostenibles a un nivel más amplio.
- El proyecto debe haber alcanzado un alto nivel de excelencia y calidad.
- La planificación del sitio y la respuesta a su contexto inmediato deben garantizar entornos urbanos ricos y significativos.
- Las contribuciones del proyecto deben ser coherentes en general con los valores y la misión del Consejo de Edificios Altos y Hábitat Urbano (CTBUH).

Los criterios para el Premio a la Innovación:
- Demostrar un área específica de innovación dentro del diseño o la construcción.
- Debe ser aplicable a otros proyectos de edificios altos.
- Un solo elemento innovador (un solo proyecto puede ser nominado varias veces para diferentes innovaciones)
- El edificio también puede presentarse al premio al mejor edificio alto

Los criterios para el premio de 10 años:
- Demuestre un desempeño exitoso a lo largo del tiempo.
- Debe haberse completado entre 10 y 12 años desde el año de adjudicación actual (en el año inaugural se considerarán las presentaciones de edificios completados entre 10 y 15 años desde el año de adjudicación actual).

El Consejo de Edificios Altos y Hábitat Urbano otorgó un nuevo premio al Burj Khalifa en su "Ceremonia anual de premios a los mejores edificios altos" el 25 de octubre de 2010, cuando Burj Khalifa fue galardonado como el primer galardonado con el premio "Icono global" del nuevo edificio alto de CTBUH. Según CTBUH, el nuevo premio "Icono Global" reconoce a aquellos rascacielos súper especiales que tienen un impacto profundo, no solo en el contexto local o regional, sino en el género de los edificios altos a nivel mundial. Innovador en planificación, diseño y ejecución, el edificio debe haber influido y remodelado el campo de la arquitectura, la ingeniería y la planificación urbana de edificios altos. Se pretende que el premio sólo se otorgue de forma ocasional, cuando lo amerite un proyecto excepcional, quizás cada diez o quince años.
El expresidente de los premios CTBUH, Gordon Gill, de Adrian Smith + Gordon Gill Architecture, dijo:
"Hubo una discusión entre los miembros del jurado de que el premio existente al 'Mejor Edificio Alto del año' no era realmente apropiado para el Burj Khalifa. Estamos hablando de un edificio aquí que ha cambiado el panorama de lo que es posible en arquitectura, un edificio que se convirtió en un icono reconocido internacionalmente mucho antes de que estuviera terminado. Se pensó que 'Edificio del siglo' era un título más apropiado para él "

## Ganadores
| Año  | Premio a la trayectoria Lynn S. Beedle | Medalla a la trayectoria Fazlur Khan |
| ---- | -------------------------------------- | ------------------------------------ |
| 2002 | Lynn S. Beedle                         | N/A                                  |
| 2003 | Charles DeBenedittis                   | N/A                                  |
| 2004 | Gerald D. Hines                        | Leslie E. Robertson                  |
| 2005 | Alan Garnett Davenport                 | Werner Sobek                         |
| 2006 | Ken Yeang                              | Srinivasa Iyengar                    |
| 2007 | Lord Norman Foster                     | Farzad Naeim                         |
| 2008 | César Pelli                            | William F. Baker                     |
| 2009 | John C. Portman Jr.                    | Prabodh V. Banavalkar                |
| 2010 | William Pedersen                       | Israel Seinuk                        |
| 2011 | Adrian Smith                           | Akira Wada                           |
| 2012 | Helmut Jahn                            | Charles Thornton y Richard Tomasetti |
| 2013 | Henry N. Cobb                          | Clyde N. Baker Jr.                   |
| 2014 | Douglas Durst                          | Peter Irwin                          |
| 2015 | Minoru Mori                            | Nicholas E. Billotti                 |
| 2016 | Cheong Koon Hean                       | Ron Klemencic                        |
| 2018 | Larry Silverstein                      | Áine Brasil                          |
| 2019 | James Goettsch                         | Israel David                         |
| 2020 | Moshe Safdie                           | Wuren Wang                           |

### Premios estructurales

#### 2007
| Premio                         | Edificio      | Ciudad     |
| ------------------------------ | ------------- | ---------- |
| Mejor Edificio Alto            | Beetham Tower | Mánchester |
| Mejor Edificio Alto sostenible | Hearst Tower  | Nueva York |

#### 2008
| Premio                                      | Edificio                        | Ciudad     |
| ------------------------------------------- | ------------------------------- | ---------- |
| Mejor Edificio Alto en General              | Shanghai World Financial Center | Shanghái   |
| Mejor Edificio Alto de las Américas         | The New York Times Building     | Nueva York |
| Mejor Edificio Alto de Asia y Australasia   | Shanghai World Financial Center | Shanghái   |
| Mejor Edificio Alto de Europa               | 51 Lime Street                  | Londres    |
| Mejor Edificio Alto: Oriente Medio y África | Bahrain World Trade Center      | Manama     |

#### 2009
| Premio                                        | Edificio             | Ciudad   |
| --------------------------------------------- | -------------------- | -------- |
| Mejor Edificio Alto en General                | Linked Hybrid        | Pekín    |
| Mejor Edificio Alto de las Américas           | Manitoba Hydro Tower | Winnipeg |
| Mejor Edificio Alto de Asia y Australasia     | Linked Hybrid        | Pekín    |
| Mejor Edificio Alto de Europa                 | Broadgate Tower      | Londres  |
| Mejor Edificio Alto de Oriente Medio y África | Tornado Tower        | Doha     |

#### 2010
| Premio                                        | Edificio              | Ciudad     |
| --------------------------------------------- | --------------------- | ---------- |
| Mejor Edificio Alto en General                | Broadcasting Place    | Leeds      |
| Mejor Edificio Alto de América                | Bank of America Tower | Nueva York |
| Mejor Edificio Alto de Asia y Australasia     | Pinnacle@Duxton       | Singapur   |
| Mejor Edificio Alto de Europa                 | Broadcasting Place    | Leeds      |
| Mejor Edificio Alto de Oriente Medio y África | Burj Khalifa          | Dubái      |
| Premio Icono Global                           | Burj Khalifa          | Dubái      |

#### 2011
El Consejo de Edificios Altos y Hábitat Urbano anunció a los ganadores de sus premios anuales al "Mejor Edificio Alto" para 2011 el 15 de junio de 2011.
| Premio                                        | Edificio                               | Ciudad     |
| --------------------------------------------- | -------------------------------------- | ---------- |
| Mejor Edificio Alto en General                | KfW Westarkade                         | Frankfurt  |
| Mejor Edificio Alto de América                | Calle Spruce 8                         | Nueva York |
| Mejor Edificio Alto de Asia y Australasia     | Guangzhou International Finance Center | Guangzhou  |
| Mejor Edificio Alto de Europa                 | KfW Westarkade                         | Frankfurt  |
| Mejor Edificio Alto de Oriente Medio y África | The Index                              | Dubái      |

#### 2012
| Premio                                        | Edificio          | Ciudad      |
| --------------------------------------------- | ----------------- | ----------- |
| Mejor Edificio Alto en General                | Burj Qatar        | Doha        |
| Mejor Edificio Alto de América                | Absolute World    | Mississauga |
| Mejor Edificio Alto de Asia y Australasia     | 1 Bligh Street    | Sídney      |
| Mejor Edificio Alto de Europa                 | Palazzo Lombardia | Milán       |
| Mejor Edificio Alto de Oriente Medio y África | Burj Qatar        | Doha        |
| Premio a la Innovación en Edificios Altos     | Torres Al Bahar   | Abu Dhabi   |

#### 2013
| Premio                                                   | Edificio                                                                    | Ciudad    |
| -------------------------------------------------------- | --------------------------------------------------------------------------- | --------- |
| Mejor Edificio Alto en General                           | Sede de CCTV                                                                | Pekín     |
| Mejor Edificio Alto de América                           | The Bow                                                                     | Calgary   |
| Mejor Edificio Alto de Asia y Australasia                | Sede de CCTV                                                                | Pekín     |
| Mejor Edificio Alto de Europa                            | The Shard                                                                   | Londres   |
| Mejor Edificio Alto de Oriente Medio y África            | Plaza Sowwah                                                                | Abu Dhabi |
| Premio a la Innovación en Edificios Altos (co-ganadores) | Proceso de construcción prefabricado de edificios sostenibles amplios (BSB) | Changsha  |
|                                                          | KONE UltraRope                                                              | Espoo     |
| Premio de 10 años                                        | 30 St Mary Axe                                                              | Londres   |

#### 2014
| Premio                                        | Edificio                                     | Ciudad    |
| --------------------------------------------- | -------------------------------------------- | --------- |
| Mejor Edificio Alto en General                | One Central Park                             | Sídney    |
| Mejor Edificio Alto de América                | Edith Green – Wendell Wyatt Federal Building | Portland  |
| Mejor Edificio Alto de Asia y Australasia     | One Central Park                             | Sídney    |
| Mejor Edificio Alto de Europa                 | De Rotterdam                                 | Rotterdam |
| Mejor Edificio Alto de Oriente Medio y África | Cayan Tower                                  | Dubái     |
| Premio Hábitat Urbano                         | The Interlace                                | Singapur  |
| Premio de 10 años                             | Post Tower                                   | Bonn      |
| Premio a la Innovación en Edificios Altos     | BioSkin                                      |           |
| Premio al desempeño                           | International Commerce Centre                | Hong Kong |

#### 2015
| Premio                                        | Edificio                 | Ciudad     |
| --------------------------------------------- | ------------------------ | ---------- |
| Mejor Edificio Alto en General                | Bosco Verticale          | Milán      |
| Mejor Edificio Alto de América                | One World Trade Center   | Nueva York |
| Mejor Edificio Alto de Asia y Australasia     | CapitaGreen              | Singapur   |
| Mejor Edificio Alto de Europa                 | Bosco Verticale          | Milán      |
| Mejor Edificio Alto de Oriente Medio y África | Burj Mohammed Bin Rashid | Abu Dhabi  |
| Premio Hábitat Urbano                         | PARKROYAL en Pickering   | Singapur   |
| Premio de 10 años                             | Turning Torso            | Malmö      |
| Premio a la Innovación en Edificios Altos     | HOLEDECK®                |            |
| Premio al desempeño                           | Chifley Tower            | Sídney     |

#### 2016
| Premio                                        | Edificio           | Ciudad     |
| --------------------------------------------- | ------------------ | ---------- |
| Mejor Edificio Alto en General                | Torre de Shanghái  | Shanghái   |
| Mejor Edificio Alto de América                | VIA 57 West        | Nueva York |
| Mejor Edificio Alto de Asia y Australasia     | Torre de Shanghái  | Shanghái   |
| Mejor Edificio Alto de Europa                 | Tower 25           | Nicosia    |
| Mejor Edificio Alto de Oriente Medio y África | El cubo            | Beirut     |
| Premio Hábitat Urbano                         | Riverview Plaza A1 | Wuhan      |
| Premio de 10 años                             | Hearst Tower       | Nueva York |
| Premio a la Innovación en Edificios Altos     | Pin-Fusible        |            |
| Premio al desempeño                           | TAIPEI 101         | Taipéi     |

#### 2018
| Premio                                        | Edificio                            | Ciudad          |
| --------------------------------------------- | ----------------------------------- | --------------- |
| Mejor Edificio Alto en General                | Oasia Hotel Downtown                | Singapur        |
| Mejor Edificio Alto de América                | American Copper Buildings           | Nueva York      |
| Mejor Edificio Alto de Asia y Australasia     | Oasia Hotel Downtown                | Singapur        |
| Mejor Edificio Alto de Europa                 | The Silo                            | Copenhague      |
| Mejor Edificio Alto de Oriente Medio y África | Zeitz MOCAA                         | Ciudad del Cabo |
| Premio Hábitat Urbano                         | Plan Maestro del World Trade Center | Nueva York      |
| Premio de 10 años                             | Shanghai World Financial Center     | Shanghái        |
| Premio a la Innovación en Edificios Altos     | MULTI                               |                 |
| Premio Construcción                           | The EY Centre                       | Sídney          |

#### 2019
| Premio                                             | Edificio                                         | Ciudad        |
| -------------------------------------------------- | ------------------------------------------------ | ------------- |
| Mejor Edificio Alto del mundo                      | Salesforce Tower                                 | San Francisco |
| Mejor Edificio Alto de menos de 100 metros         | Forma Itaim                                      | Sao Paulo     |
| Mejor Edificio Alto 100-199 metros                 | Sede de Amorepacific                             | Seúl          |
| Mejor Edificio Alto 200-299 metros                 | Sede de Shenzhen Energy                          | Shenzhen      |
| Mejor Edificio Alto 300-399 metros                 | Salesforce Tower                                 | San Francisco |
| Mejor Edificio Alto de 400 metros o más            | Ping An Finance Center                           | Shenzhen      |
| Mejor edificio de oficinas alto                    | Oficina Europea de Patentes                      | Rijswijk      |
| Mejor Edificio Residencial u Hotelero Alto         | 277 Fifth Avenue                                 | Nueva York    |
| Mejor Edificio Alto de uso mixto                   | Almirantazgo de Kampung                          | Singapur      |
| Hábitat urbano: escala de sitio único              | Almirantazgo de Kampung                          | Singapur      |
| Hábitat urbano - Escala de distrito / plan maestro | Central Park, Sídney                             | Sídney        |
| Premio Renovación                                  | Hotel CHAO                                       | Pekín         |
| Premio al espacio interior                         | Sede de Amorepacific                             | Seúl          |
| Premio de Ingeniería Estructural                   | 181 Fremont                                      | San Francisco |
| Premio de Ingeniería MEP                           | Britam Tower                                     | Nairobi       |
| Premio Ingeniería Geotécnica                       | 181 Fremont                                      | San Francisco |
| Premio de Ingeniería de Fachadas                   | Torre Azrieli Sarona                             | Tel Aviv      |
| Premio de Ingeniería de Riesgos e Incendios        | Morfeo                                           | Macao         |
| Premio de 10 años                                  | The Pinnacle@Duxton                              | Singapur      |
| Premio a la Innovación en Edificios Altos          | Amortiguador de acoplamiento viscoelástico (VCD) |               |
| Premio Construcción                                | Calle Atira La Trobe                             | Melbourne     |